# 玉女奇男
《玉女奇男》（英語：The Bad and the Beautiful）是米高梅公司1952年的音樂劇電影，敘述一個疏離周遭所有人的電影製片的故事。本片由拉娜·透娜（Lana Turner）柯克·道格拉斯華特·畢勤（Walter Pidgeon）迪克·鮑維爾（Dick Powell）貝瑞·蘇利文（Barry Sullivan）葛洛莉雅·格雷厄姆（Gloria Grahame）主演。